# Cantareus apertus
Cantareus apertus (synoniem Helix aperta) is een slakkensoort uit de familie van de tuinslakken (Helicidae). De wetenschappelijke naam van de soort werd in 1778 voor het eerst geldig gepubliceerd door Ignaz von Born.

## Beschrijving

### Het huisje
Het dier is te onderscheiden van andere geslachten uit de tuinslakken familie door het olijfgroen gekleurde huisje, waarvan de buitenste winding veel groter is dan de andere windingen. Een typisch slakkenhuis is tussen de 22 en 28 mm breed en 22-28 cm hoog.

### Geslachtstelsel

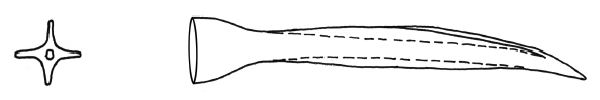
Liefdespijl van de Cantereus apertus

Een ander criterium in het herkennen van het diertje is de specifieke vorm van zijn liefdespijl.

## Verspreiding
De Cantareus apertus komt vooral voor in het Mediterraanse zee gebied.

## Als voedsel voor de mens

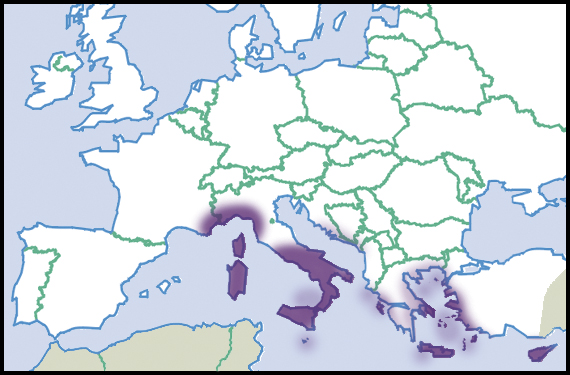
Verspreiding van de Helix aperta

De Cantareus apertus is een gezocht en geprijsd product, want het is moeilijk te vinden: voor de hibernatie en estivatie graaft het zich tot 30 cm onder de grond alwaar het maanden kan blijven tot in de omgeving de gewenste temperatuur en vochtigheidsgraad is bereikt. Als gevolg hiervan is het slechts voor 3 tot 4 maanden in het jaar boven de grond actief.